# Битва при Консепсьоне
Битва при Консепсьоне (англ. Battle of Concepción, исп. Batalla de Concepción) — сражение, состоявшееся 28 октября 1835 года между мексиканскими войсками под командованием Доминго Угартечеа и техасскими повстанцами под командованием Джеймса Боуи и Джеймса Фэннина во время войны за независимость Техаса.
13 октября техасская армия под командованием Стефена Ф. Остина выступила на Бехар, где генерал Мартин Перфекто де Кос возглавил оставшихся мексиканских солдат в Техасе. 27 октября Остин послал Боуи и Фэннина с 90 солдатами на поиски обороняемой позиции возле Бехар, где техасская армия могла бы отдохнуть. После выбора места возле миссии Консепсьон, поисковый отряд разбил лагерь и отправил курьера, чтобы известить Остина. Генерал Кос узнал, что техасские силы разделились, и отправил 275 солдат под командой Доминго Угартечеа атаковать техасский лагерь у Консепсьона. Техасцы заняли хорошую обороноспособную позицию за оврагом в виде подковы. Благодаря большей дальности стрельбы и лучшей экипировке они смогли отразить несколько мексиканских атак. Мексиканские солдаты отступили за полчаса перед прибытием оставшейся техасской армии. Историки оценивают потери мексиканцев от 14 до 76 убитыми, в то время как у техасцев погиб только один солдат.

## Предпосылки
Намереваясь положить решительный конец мексиканскому контролю над Техасом, 13 октября 1835 года техасская армия начала марш на Сан-Антонио-де-Бехар. Несколькими днями раньше в Бехар прибыл зять президента Мексики Антонио Лопеса де Санта-Анны генерал Мартин Перфекто де Кос. Он должен был возглавить все мексиканские силы в Техасе. 20 октября техасцы, ведомые Стефеном Ф. Остином, первым эмпресарио Техаса (то есть человеком, добившимся право поселиться на мексиканских землях Техаса в обмен на несение обязанности рекрутировать новых англоязычных поселенцев и нести за них ответственность) достигли Саладо-Крик и начали осаду Бехара. Мексиканцы решили ограничить въезд и выезд из Бехара дабы техасцы не могли получить информацию об их оборонительных мерах. Несмотря на их усилия несколько человек смогли покинуть свои дома и присоединиться к техасцам.
22 октября Остин произвёл Боуи в полковники и поручил ему объединенное командование 1-м батальоном (капитан Джеймс Фэннин). С наступлением сумерек батальон выступил на поиски для оценки бывших испанских миссий вокруг Сан-Антонио в качестве потенциальных лагерей. После изучения трёх миссий Боуи и Фэннин выбрали миссию Сан-Франциско-де-ла-Эспада, как наиболее многообещающую в качестве лагеря. Остаток техасской армии присоединился к ним 27 октября. Стремясь подойти скрытно к Бехару, Остин немедленно отправил Боуи и Фэннина найти хорошую обороноспособную позицию для ночного отдыха армии.

## Подготовка к битве
Боуи и Фэннин разделили своих 90 солдат на 4 роты под командованием капитанов Эндрю Бриско, Роберта Коулмана, Майкла Гохеена, и Валентина Беннета. Отряд техасцев отправился по северной дороге вдоль реки Сан-Антонио мимо миссий Сан-Хуан и Сан-Хосе. По дороге они наткнулись на небольшую разведгруппу мексиканцев, которые после короткой стычки отступили в Бехар.
На расстоянии приблизительно в 2 мили от Сан-Антонио-де-Бехар и в 6 милях от техасского лагеря в Эспаде техасская поисковая партия остановилась у миссии Консепсьон. В пятистах ярдах (460 м) западнее от миссии река Сан-Антонио делает изгиб, образуя маленький овраг в виде лошадиной подковы, примерно в 100 ярдов (91 м) диаметром. Согласно историку Элвину Барру: «Деревья затеняли обе стороны русла реки, которое было ниже на 6 футов уровня окружающей равнины». Вместо того чтобы немедленно вернуться к Остину, как того требовал приказ, Боуи и Фэннин отправили курьера с просьбой к Остину направиться к Консепсьону. На следующий день разгневанный Остин написал постановление о предании офицеров, ослушавшихся его приказа военному суду.
Техасская разведгруппа разбила два лагеря. Фэннин со 49 людьми отправился к южному изгибу подковы, Боуи и оставшийся отряд разбили лагерь у северного изгиба. Любой мексиканский отряд, подошедший с севера, немедленно попал бы под перекрёстный огонь обоих отрядов. Военачальники расставили пикеты вокруг позиции и на башню миссии, откуда открывался прекрасный обзор. Как только техасцы сели ужинать над их лагерем пролетело мексиканское ядро, выпущенное с одной из церковных башен Бехара. Большинство техасских солдат полагало, что священник миссии таким способом указывает мексиканской армии их местоположение.

## Битва
Надеясь нейтрализовать техасский отряд у Консепсьона до прибытия оставшихся сил техасской армии, Кос приказал полковнику Доминго Угартечеа предпринять штурм ранним утром 28 октября. В 6 утра Угартечеа с 275 солдатами и двумя пушками покинул Бехар. Однако сильный туман задержал их продвижение, и они достигли Консепсьона только в 7:30 — 8:00 утра. Мексиканская конная разведгруппа обстреляла техасский пикет Генри Карнеса. Однако Карнес сумел отступить и соединиться со своими товарищами, тем самым, расстроив планы мексиканцев. Встревоженные возгласом Карнеса: «Ребята, эти подлецы прострелили мой рожок для пороха!» техасцы бросились искать убежище в овраге, отстреливаясь из-за гребня оврага и спускаясь на 6 футов (1,8 м) ко дну оврага, чтобы перезаряжать ружья. Все оставшиеся техасские часовые поспешили присоединиться к основному отряду. Мексиканская пуля ударила Пена Джарвиса и он рухнул на берег реки. Однако он отделался только синяком, поскольку пуля только скользнула по лезвию ножа.
Техасскую позицию окружали деревья, тем самым не давая мексиканской кавалерии пространства для манёвра. 200 всадников остались на западном берегу реки в тылу техасцев для пресечения любых попыток бегства. Подполковник Хосе-Мария Мендоса повёл мексиканскую пехоту и артиллерию через реку на позицию, расположенную ниже, чем позиция техасцев. В ответ техасцы сровняли с землей свой лагерь для обеспечения лучшей видимости и начали окапываться, чтобы легче было стрелять с насыпи. Беспорядочная стрельба с двух сторон длилась около двух часов, прежде чем туман начал рассеиваться. В это время 50-60 мексиканских пехотинцев пересекли прерию, чтобы окружить техасцев. Заметив это продвижение, Боуи закричал: «Держитесь за прикрытием, ребята, и приберегите патроны, у нас нет людей на замену!». В трёхстах ярдах (270 м) от техасских позиций мексиканская пехота остановилась и сформировала линию с орудием в середине. Мексиканцы открыли огонь, как только достигли позиции техасцев. Залпы их шеренг прошли над головами техасцев. Техасец Ноа Смитвик вспоминал: «Крупная и мелкая картечь пролетела через ветви орешника над нашими головами, обрушив на нас дождь спелых орехов, и я видел людей, собиравших и поедавших орехи и нисколько при этом не волновавшихся, словно эти орехи были сбиты северным ветром». В своём официальном рапорте Остину Боуи отмечает: «Выстрелы с мексиканской стороны давали только огонь от выстрелов, выстрелы же с нашей стороны были реже, но они имели более смертоносный эффект благодаря хорошему прицеливанию». Мексиканская пехота была оснащена мушкетами Brown Bess, которые били максимум на 70 ярдов (64 м) в сравнении с техасскими длинноствольными винтовками, эффективная дальность стрельбы которых составляла 200-ярдов (180 м). У техасцев было мало амуниции, однако обильная мексиканская амуниция была плохого качества. Известны несколько случаев, когда мексиканские мушкетные пули просто отскакивали от техасских солдат, причиняя им ущерб всего лишь в виде синяков.
Когда мексиканский офицер отдал приказ об атаке южного изгиба подковы, который держал Фэннин, Боуи отправил роту ему на помощь. Большинство техасцев перемещались по своим позициям, укрываясь за стенами оврага, но некоторые поднимались из-за укрытия и бросались через прерию. Один из таких смельчаков, Ричард Эндрюс попал под картечный выстрел и скончался, спустя несколько часов после завершения битвы.
Как только подкрепление, посланное Боуи, добралось до южной части подковы, мексиканская пехота отступила, оставив орудие в 100 ярдах (91 м) от техасской позиции. Техасцы немедленно перенесли огонь на канониров. Потеряв троих ранеными и убитыми, канониры отступили, бросив орудия. Мексиканская пехота предприняла три атаки, но все они были отбиты. Как только мексиканские горны проиграли отступление, пехота отошла назад за пределы досягаемости техасских винтовок. Мексиканская кавалерия попыталась подобрать раненых и вернуть орудия. Заметив её приближение, Боуи пошёл в атаку на равнину. Техасцы быстро захватили пушку и развернули её на бегущих мексиканских солдат. Картечь сразила одного из погонщиков мулов и его повозка с зарядным ящиком оставшись без контроля проломилась через мексиканские ряды. Вся битва длилась всего 30 минут.

## Последствия
Остин стремился соединиться с разведгруппой своей армии утром 28 октября, но дезертирство группы, разбившей лагерь в миссии Эспада и её преследование задержали его отправление. Подполковник Уильям Барет Тревис со своей кавалерийской ротой шёл впереди главных техасских сил. Когда они подошли к Консепсьону, мексиканская армия всё ещё была в пределах видимости. Небольшая группа техасской кавалерии бросилась в погоню, но мексиканские солдаты достигли Бехара без опасности.
Меньше чем через 30 минут после окончания битвы прибыла оставшаяся часть техасской армии. Остин счёл, что мексиканцы деморализовались после атаки, и захотел немедленно идти на Бехар. Боуи и другие офицеры отказались, полагая, что Бехар слишком сильно укреплён. Техасцы обыскали всю близлежащую округу в поисках мексиканского имущества, которое они могли бросить отступая и обнаружили несколько зарядных ящиков. Сетуя на то, что мексиканский порох «лишь немногим лучше толчёного угля», техасцы опорожнили заряды, но сохранили пули.
Этим вечером Остин позволил местному священнику и жителям Бехара собрать тела мексиканских солдат, погибших в битве. Варр установил, что, по меньшей мере, 14 мексиканских солдат были убиты, 39 ранено, некоторые из раненых позже скончались. Согласно историку Тимоти Тодиш, количество убитых мексиканцев в этом битвы состояли около 60 челов, в то время как Стефан Хардин заявляет о 76 погибших мексиканских солдатах. Единственным погибшим техасцем в битве оказался только Эндрюс, а Джарвис был единственным раненым.
Битва, названная историком Дж. Р. Эдмондсоном: «первым большим боестолкновением Техасской революции», стала последним мексиканским наступлением Коса против техасцев. Барр приписывает победу техасцев «способностям лидеров, сильной позиции и большей огневой мощи». Мексиканская кавалерия оказалась неспособна эффективно действовать на заросшей, пересеченной реками и оружие мексиканской пехоты имело меньшую огневую дальность чем оружие техасцев. Хотя Барр признаёт, что «битва дала уроки … мексиканской храбрости и значению хорошей обороноспособной позиции». Хардин полагает, что «относительная лёгкость победы у Консепсьона внушила техасцам доверие к своим длинноствольным винтовкам и презрение к врагу». Солдат, позднее служивший под командованием Фэннина, сетовал, что «бывший опыт Фэннина в сражении с мексиканцами (при Консепсьоне) заставил его пренебрежительно отнестись к таким мерам предосторожности, какие требовались», что внесло свою лепту в его поражении в битве при Колето в марте 1836

## Комментарии
1. ↑  Мексиканский Техас включал в себя территорию ограниченную с севера от рек Медина и Нуэсес, на 100 миль (161 км) к северо-западу от Рио-Гранде, на западе городом Сан-Антонио-де-Бехар, и с востока рекой Сабин.
2. ↑  Согласно сведениям, приведённым в книге Марфы Менчаки «Восстановление история, конструирование раса: Индейский, черный и белый корни мексиканских американцев», в 1834 году в Техасе насчитывалось 30 000 англоговорящих поселенцев и всего 7000 носителей испанского языка.